# Luis Binks
Luis Thomas Binks (Gillingham, 2 settembre 2001) è un calciatore inglese, difensore del Brøndby.
È il primo calciatore inglese della storia del Bologna.

## Carriera

### Club
Binks cresce nelle giovanili del Tottenham fin dalla tenera età, arrivando a giocare con le selezioni Under-18, Under-19 e Under-23.
Il 18 febbraio 2020 il centrale inglese viene acquistato dal Montréal Impact, franchigia canadese della Major League Soccer.
Il 27 febbraio seguente vien subito impiegato da titolare nel match di ritorno valido per gli Ottavi di finale di Champions League contro il Saprissa. L'11 marzo gioca la sua seconda partita consecutiva da professionista venendo impiegato tra gli undici titolari, sempre in Champions League ma stavolta contro l'Olimpia. Il 10 luglio gioca la prima partita di campionato, nel MLS is Back Tournament, contro il N.E. Revolution.
Il 12 agosto viene acquistato a titolo definitivo dal Bologna, rimanendo però in prestito ai canadesi fini al termine della stagione.
Nell'estate del 2021 viene aggregato alla rosa dei felsinei, con cui esordisce in Serie A il 26 settembre dello stesso anno in occasione della sconfitta per 4-2 contro l'Empoli.
Il 19 luglio 2022 viene ceduto in prestito al Como.
Il 28 luglio 2023 viene ceduto nuovamente in prestito, questa volta al Coventry City, club della seconda divisione inglese, che successivamente nell'estate del 2024 lo acquista a titolo definitivo dal Bologna per due milioni di euro.
Il 29 luglio 2025 viene acquistato dal Brondby.

### Nazionale
Ha giocato nelle nazionali giovanili inglesi Under-16, Under-17, Under-18 ed Under-19; ha inoltre giocato anche con la nazionale scozzese Under-18.

## Statistiche
Statistiche aggiornate al 7 ottobre 2023.
| Stagione           | Squadra            | Campionato         | Campionato | Campionato | Coppe nazionali | Coppe nazionali | Coppe nazionali | Coppe continentali | Coppe continentali | Coppe continentali | Altre coppe | Altre coppe | Altre coppe | Totale | Totale |
| Stagione           | Squadra            | Comp               | Pres       | Reti       | Comp            | Pres            | Reti            | Comp               | Pres               | Reti               | Comp        | Pres        | Reti        | Pres   | Reti   |
| ------------------ | ------------------ | ------------------ | ---------- | ---------- | --------------- | --------------- | --------------- | ------------------ | ------------------ | ------------------ | ----------- | ----------- | ----------- | ------ | ------ |
| 2020               | Montréal Impact    | MLS                | 23         | 0          | CC              | -               | -               | CCL                | 3                  | 0                  |             | -           | -           | 26     | 0      |
| mar.-giu. 2021     | Montréal Impact    | MLS                | 0          | 0          | CC              | -               | -               |                    | -                  | -                  |             | -           | -           | 0      | 0      |
| Totale CF Montréal | Totale CF Montréal | Totale CF Montréal | 23         | 0          |                 | -               | -               |                    | 3                  | 0                  | -           | -           | -           | 26     | 0      |
| 2021-2022          | Bologna            | A                  | 15         | 0          | CI              | 0               | 0               | -                  | -                  | -                  | -           | -           | -           | 15     | 0      |
| 2022-2023          | Como               | B                  | 33         | 0          | CI              | 1               | 0               | -                  | -                  | -                  | -           | -           | -           | 34     | 0      |
| 2023-2024          | Coventry City      | FLC                | 18         | 0          | FA+CdL          | 3+1             | -               | -                  | -                  | -                  | -           | -           | -           | 22     | 0      |
| Totale carriera    | Totale carriera    | Totale carriera    | 89         | 0          |                 | 5               | 0               |                    | 3                  | 0                  | -           | -           | -           | 97     | 0      |